# Caja de permutación (criptografía)
En criptografía, una caja de permutación (o P-box) es un método de arrastramiento de bits utilizado para permutar o transponer bits a través de entradas de cajas de sustitución (S-box), esperando la difusión mientras transpone.

Un ejemplo de un 64-bit P-Box que esparcen la entrada S-Box a tantas S-Box como sean posibles.

En el cifrado por bloques, las S-Box y P-Box suelen marcar la relación entre el mensaje y el cifrado difícil de entender (ver la propiedad de Shannon de confusión). Las P-Box son típicamente clasificadas como compresión, expansión, y dirección, según el número de bits de salida es menor que, mayor que, o igual al número de bits de entrada. Sólo las P-Box de dirección son invertibles.